# Jean-Pierre Demailly
Jean-Pierre Demailly (Péronne, Somme, 25 de setembro de 1957 – 17 de março de 2022) foi um matemático francês, com interesse principal sobre geometria algébrica e análise complexa.
Foi palestrante convidado do Congresso Internacional de Matemáticos em Zurique (1994: {\displaystyle L^{2}} methods and effective results in algebraic geometry) e em Madrid (2006: Kähler Manifolds and Transcendental Techniques in Algebraic Geometry).
Em 2013 foi eleito membro ordinário da Academia Europaea.
Morreu em 17 de março de 2022, aos 64 anos.

## Publicações selecionadas
- com José Bertin, Luc Illusie, Chris Peters: Introduction to Hodge Theory. American Mathematical Society, 1996.
- Analyse numérique et équations différentielles. Presse Universitaire de Grenoble, 1991, 3ª Edição 2006.